# Marșalî, Nedrîhailiv
Marșalî (în ucraineană Маршали) este localitatea de reședință a comunei Marșalî din raionul Nedrîhailiv, regiunea Sumî, Ucraina.

## Demografie
Componența lingvistică a localității Marșalî
     Ucraineană (98,6%)
     Rusă (1,4%)
Conform recensământului din 2001, majoritatea populației localității Marșalî era vorbitoare de ucraineană (98,6%), existând în minoritate și vorbitori de rusă (1,4%).